# العزلة (مذيخرة)

تعديل مصدري - تعديل

العزلة هي إحدى قرى عزلة الجوالح بمديرية مذيخرة التابعة لمحافظة إب، بلغ تعداد سكانها 1635 نسمة حسب تعداد اليمن لعام 2004.